# Heterocerus ciliaticollis
Heterocerus ciliaticollis is een keversoort uit de familie oevergraafkevers (Heteroceridae). De wetenschappelijke naam van de soort is voor het eerst geldig gepubliceerd in 1869 door Steinheil.